# Stayella medleri
Stayella medleri är en kackerlacksart som först beskrevs av Kumar 1975.  Stayella medleri ingår i släktet Stayella och familjen småkackerlackor.
Artens utbredningsområde är Nigeria. Inga underarter finns listade i Catalogue of Life.